# Felicior Augusto, melior Traiano
Felicior Augusto, melior Traiano o Sis felicior Augusto, melior Traiano (en latín: «Más afortunado que Augusto, mejor que Trajano») fue una frase usada por el Senado romano en la coronación de los emperadores durante el Bajo Imperio romano.

## Historia
La frase alude a la percepción de Augusto y Trajano como los mejores emperadores de Roma. Augusto fue el primer emperador de Roma y era recordado por su buena fortuna. Mientras que Trajano era considerado un gobernante ejemplar, al punto de ser nombrado en vida por el Senado como Optimus princeps (en latín: «El mejor Primer ciudadano»).
Tras la crisis del siglo III, ambos emperadores fueron percibidos como el mejor ejemplo de la forma correcta de ejercer el cargo imperial. La frase fue usada al menos hasta el siglo IV, cuando el imperio empezó a ser dividido en varias regiones para facilitar su gobernanza.